# Arquitectura barroca em Espanha

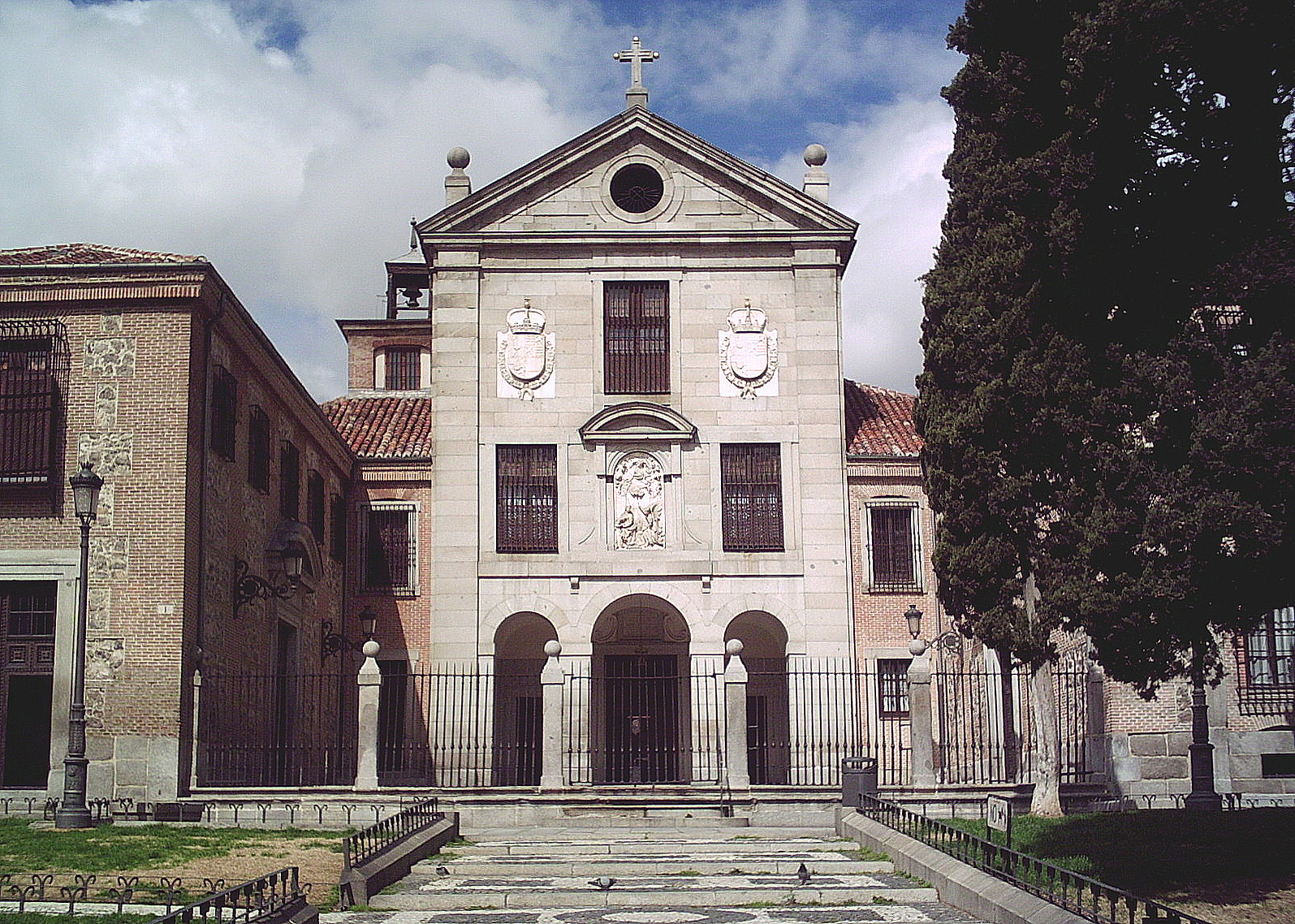
Real Mosteiro da Encarnação em Madrid, pelo Irmão Alberto da Mãe de Deus, 1611-1616

Arquitectura barroca em Espanha, arquitectura barroca espanhola ou arquitectura do Barroco espanhol são denominações historiográficas habitualmente utilizadas para a arquitetura barroca que se produziu no território atual de Espanha durante o século XVII e os dois primeiros terços do século XVII , período histórico correspondente a diferentes conformações territoriais da Monarquia Hispânica dos últimos Habsburgos e os primeiros Borbones. Para a arquitectura espanhola na América espanhola da época costuma-se utilizar o termo Barroco colonial (arte colonial hispano-americana).

## A arquitetura do século VII

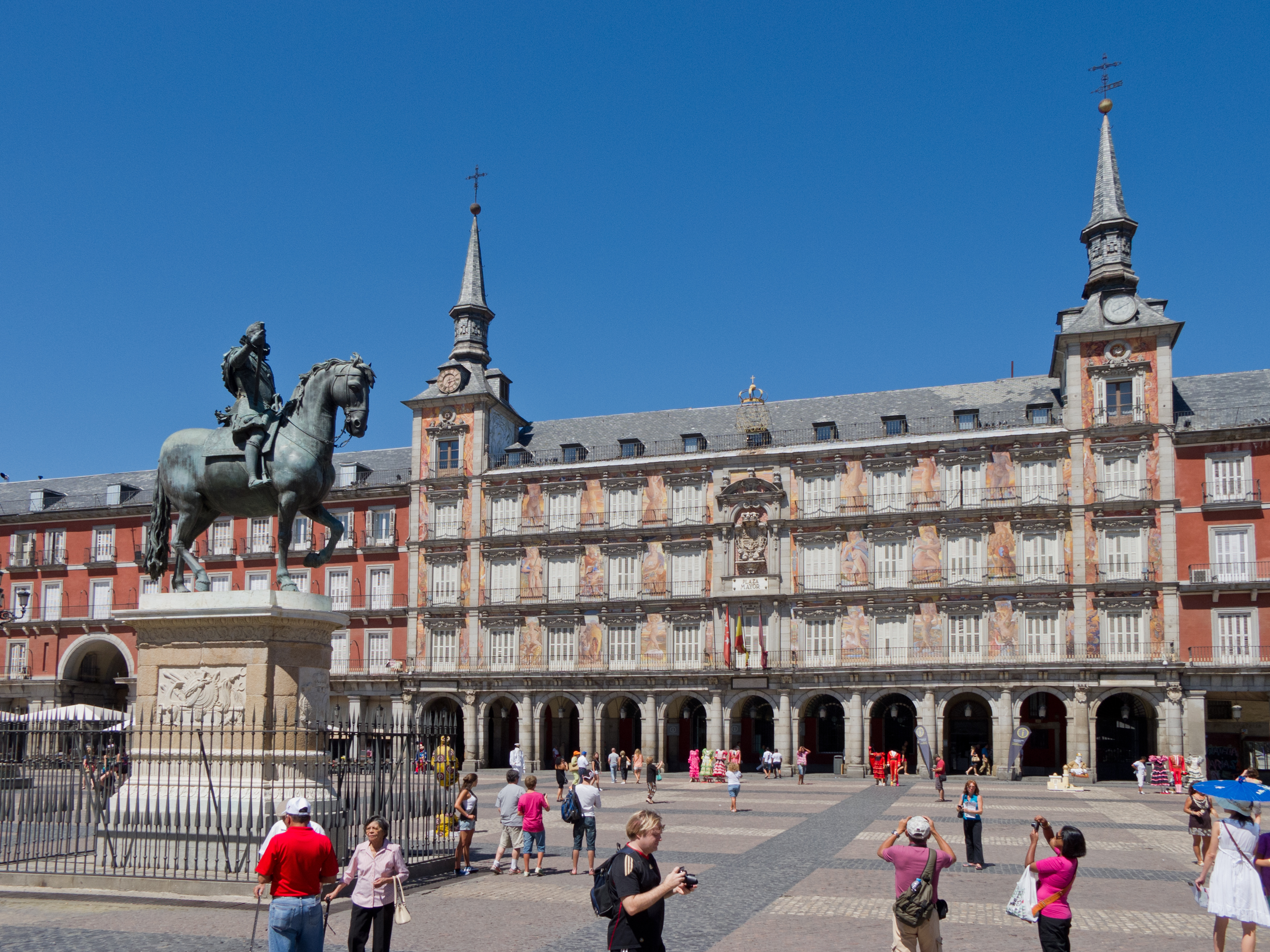
Juan Gómez de Mora. Praça Maior de Madri..

Na Corte, durante o século XVII, foi cultivado um barroco nativo com raízes herrerianas, baseado na construção tradicional com tijolo e granito, e no uso de torres íngremes ou telhados de ardósia, encontrados em El Madrid de los Austrias. O principal representante desta linha foi Juan Gómez de Mora. Também foram notáveis os religiosos Frei Alberto de la Madre de Dios, autor do mosteiro da Encarnação em Madrid e dos templos de Lerma, Pedro Sánchez, autor da igreja de San Antonio de los Alemanes, o Frei Francisco Bautista, inventor de uma quinta ordem arquitetónica, composta por ordens dóricas e coríntias e introdutor das cúpulas camarárias teorizadas por Frei Lorenzo de San Nicolás, a quem devemos, entre outros, a igreja das Calatravas. Bons exemplos são a Plaza Mayor e o Palácio do Buen Retiro. Este último, obra de Alonso Carbonel, foi quase completamente destruído durante a Guerra da Independência, embora os jardins ainda estejam parcialmente preservados no Parque do Buen Retiro e algumas das partes sobreviventes se tornaram o Casón del Buen Retiro e o Salón de Reinos . Outros exemplos deste sóbrio estilo barroco do século XVII são a Casa da Vila, o Palácio de Santa Cruz, o Palácio dos Conselhos, as igrejas de San Martín, San Andrés, San Ildefonso de Toledo, Montserrat, San Isidro e os Estudos Jesuítas anexos, o Mosteiro da Encarnação, as Descalças Reais, o convento das Calatravas, das Comendadoras de Santiago, etc.

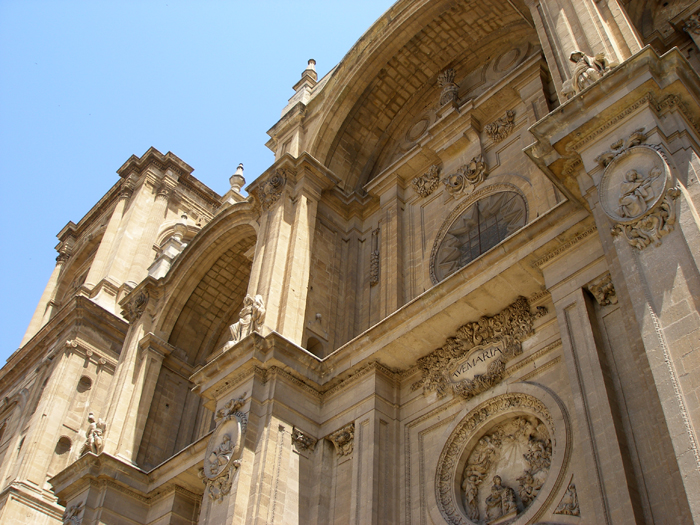
Alonso Cano (traça). Fachada da catedral de Granada, último terço.

Em Castela e na Corte destacou-se uma família especializada na concepção de retábulos, as Churrigueras, das quais José Benito é o seu expoente máximo. Entre 1680 e 1720, os Churrigueras popularizaram a combinação de Guarini conhecida como "ordem suprema", que combinava colunas salomônicas e a ordem composta . Uma obra emblemática é o monumental retábulo-mor do convento de San Esteban, em Salamanca. Em Salamanca, Alberto Churriguera projetou a Plaza Mayor, que foi concluída por Andrés García de Quiñones . As churrigueras, com seu estilo variegado e monumental, representam um contraponto à sobriedade do classicismo herreriano e abriram definitivamente as portas ao barroco decorativo, a ponto de passarem a designar genericamente uma fase do estilo, o churrigueresco, termo cunhado pelos acadêmicos no século XVIII com claras conotações pejorativas.
Na arquitectura andaluza do século XVII  destacam as fachadas da Catedral de Jaén, obra de Eufrasio López de Vermelhas que se inspira na fachada de Carlo Maderno para San Pedro do Vaticano, e da Catedral de Granada, desenhada em seus últimos dias por Alonso Cano. Seu modernidad, baseada em seu pessoal uso das placas e elementos de claro acento geometrizante, bem como o emprego de uma ordem abstrata, situam-na à vanguardia do barroco espanhol.
Em Galiza, o patrocínio e influência do Canónigo da catedral compostelana, José de Vega e Verdugo, impulsionou a introdução das formas do barroco pleno nas obras catedráticas o que propiciou que o novo estilo se estendesse por toda a região. Motivou a transição do classicismo de arquitectos como Melchor de Velasco Agüero a um barroco caracterizado por uma grande riqueza ornamental cujos primeiros e destacados representantes foram José da Peña de Touro e Domingo de Andrade.

## A arquitetura do século XVIII

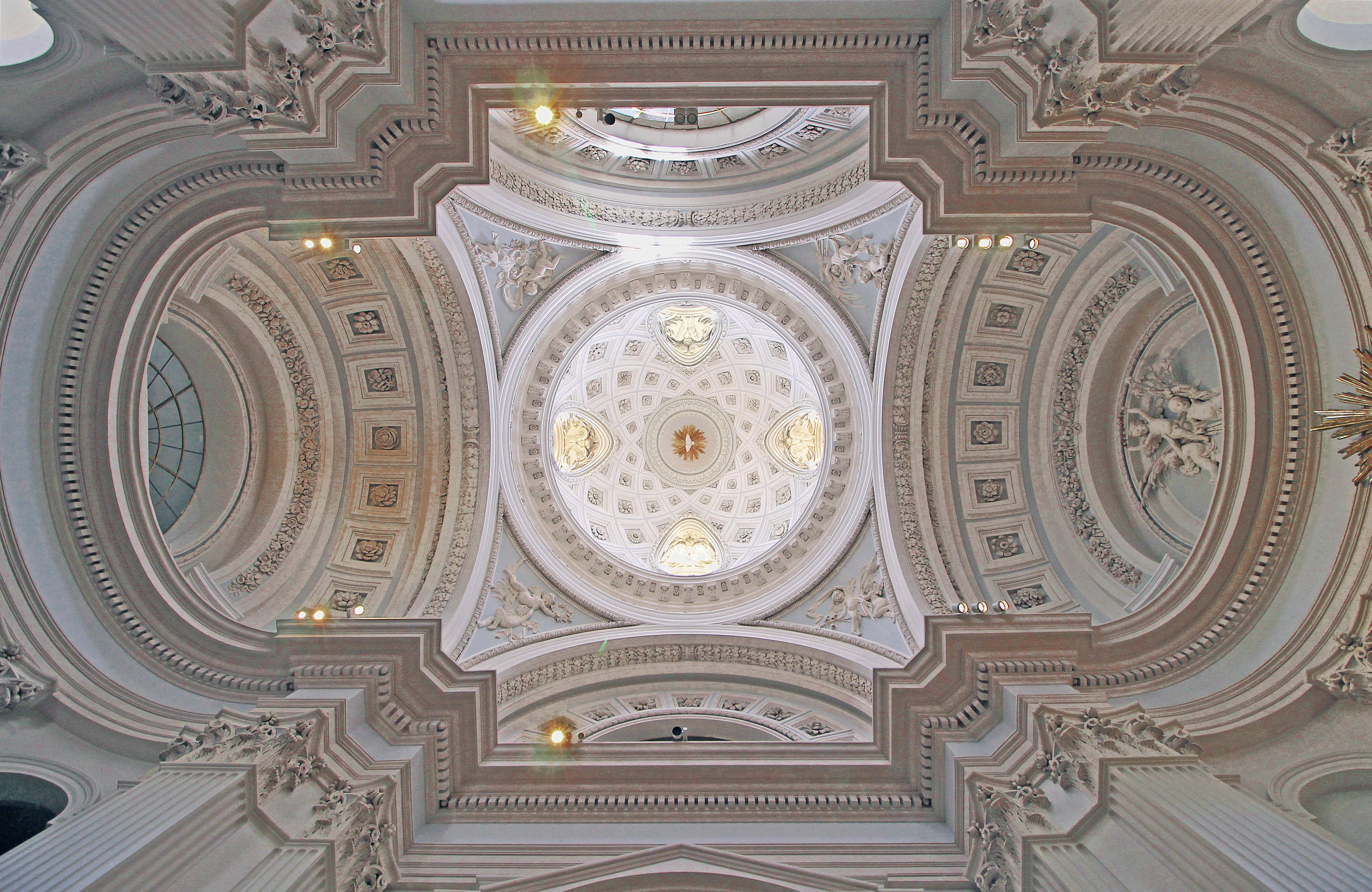
Cúpula da capela do Palácio do Infante Dom Luís (Boadilla del Monte), de Ventura Rodríguez, 1765.

No século XVIII existia uma dualidade de estilos, embora as cesuras nem sempre fossem claras. Por um lado, existia o barroco tradicional, tradicional ou mudéjar (dependendo do autor) cultivado pelos arquitetos locais e, por outro, um barroco muito mais europeu, trazido pelos arquitetos estrangeiros por iniciativa da monarquia, que implantou na Corte um gosto francês e italiano. A primeira tendência inclui arquitetos e retábulos proeminentes como Pedro de Ribera, Narciso Tomé, Fernando de Casas Novoa, Francisco Hurtado Izquierdo, Jerónimo de Balbás, Leonardo de Figueroa, Konrad Rudolf.

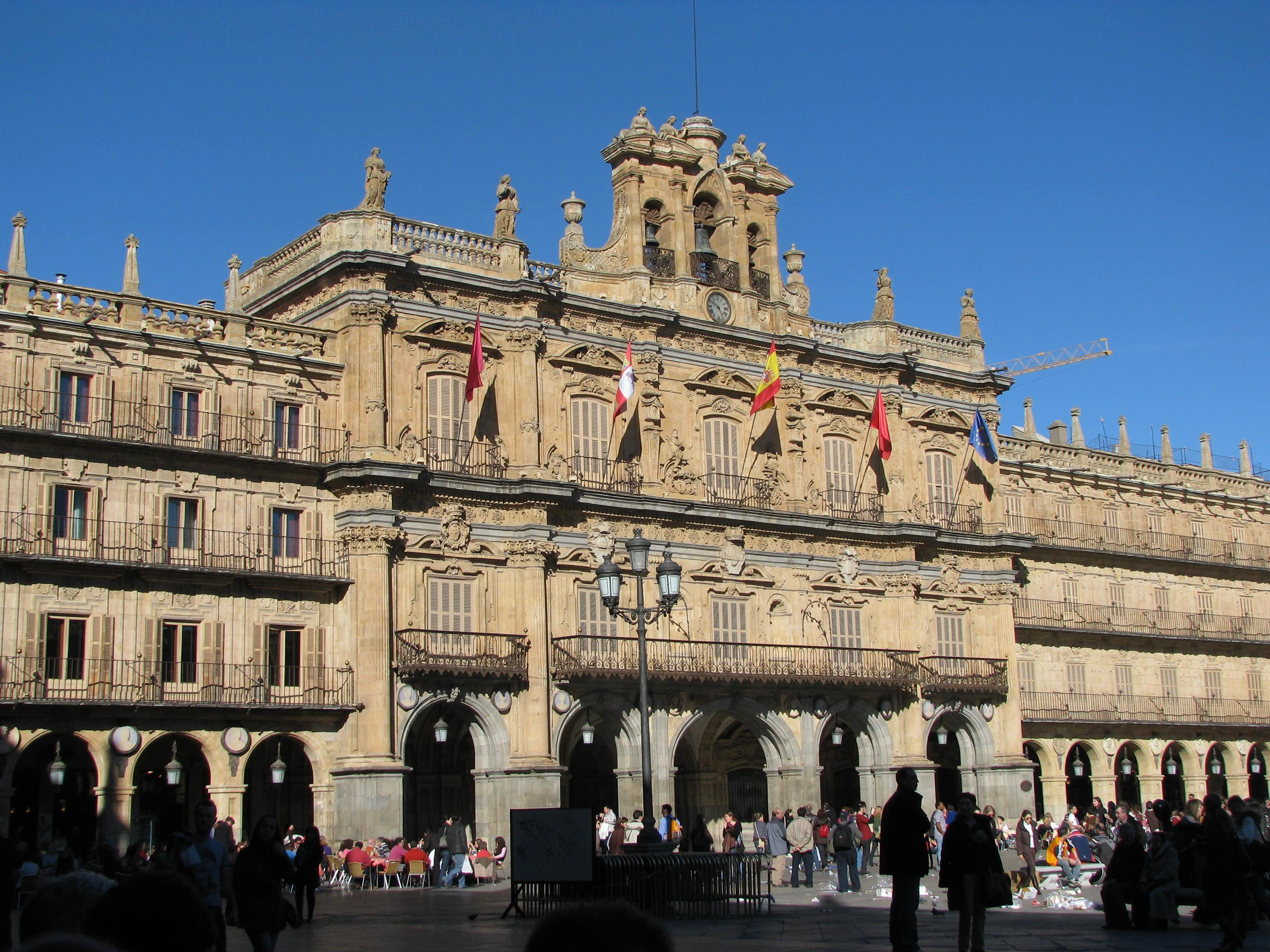
Praça Principal de Salamanca, de Alberto de Churriguera e Andrés García de Quiñones, 1724-1755.

Um bom exemplo da sobrevivência do barroco tradicional na Corte durante os séculos XVIII e XIX foi Pedro de Ribera, cuja obra mais notável é o Real Hospício de San Fernando em Madrid. Dos Tomé (Narciso e Diego) destaca-se o famoso Transparente da Catedral de Toledo e, como obra estritamente arquitetónica, a fachada da Universidade de Valhadolide. O foco galego foi magistralmente representado por Fernando de Casas y Novoa, cuja obra-prima é a fachada do Obradoiro da Catedral de Compostela. Na Andaluzia, dois pontos turísticos se destacaram: Granada e Sevilha. A primeira delas foi destacada para o arquiteto lucenano Francisco Hurtado Izquierdo, autor dos santuários da Cartuxa de Granada e do El Paular (Rascafría), e também relacionada com uma das mais deslumbrantes obras do barroco espanhol, a sacristia da Cartuxa de Granada. Em Sevilha, destacaram-se o samorano Jerónimo Balbás, que difundiu o uso do estilo na Andaluzia e na Nova Espanha, e Leonardo de Figueroa, autor da remodelação do Colégio de San Telmo e de um grupo tão destacado como o noviciado jesuíta da Igreja de San Luis de los Franceses. Outro dos centros que gozou de grande vitalidade durante o Barroco foi o valenciano. Um arquiteto de destaque foi Konrad Rudolf e uma fachada paradigmática é a do Palácio do Marquês de Duas Águas (1740-1744), projetado pelo pintor Hipólito Rovira. Em Múrcia, o grande inovador da arquitetura foi Jaime Bort com a poderosa fachada da Catedral de Múrcia (1737-1754).

### Na Catalunha
Os três volumes de Cèsar Martinell Arquitectura e escultura barroca na Catalunha, publicados em Monumenta Cataloniae entre os anos de 1959 e 1964, são o início da historiografia sobre o Barroco nos séculos XVII e XVIII. No entanto, no que respeita à linguagem barroca, é necessário esclarecer que ela não se manifestou formalmente de forma plena na produção catalã até ao último terço do século XVII e que a partir do segundo quartel do século seguinte conviveu com as novas abordagens do classicismo académico.
Na arquitectura, a lenta introdução da linguagem do Renascimento italiano na Catalunha, ou melhor, a assimilação das estruturas classicistas, só ocorreu no último terço do século XVI na zona do Campo de Tarragona. Lideradas por Jaume Amigó e Pere Blai, as inovações desta chamada Escola del Camp desenvolveram-se de forma generalizada por todo o Principado e influenciaram o melhor arquitecto catalão da época barroca: o carmelita Fra Josep de la Concepció, chamado el Tracista.
Embora na área catalã já se tivesse realizado a construção de grandes catedrais, ou se tivessem desenvolvido trabalhos seguindo as diretrizes dos projetos góticos preexistentes, a paisagem arquitetónica mudou de aspeto graças à aplicação de novas formulações em novas igrejas e conventos, assim como em intervenções em fachadas ou na remodelação de capelas.
A arquitetura classicista foi uma constante na Catalunha ao longo do século XVII e a incorporação da estética barroca foi mais evidente nas fachadas dos edifícios do que na conceção dos espaços. A circulação de tratados de arquitetura foi crucial para a formação de arquitetos e promoveu o interesse de clientes mais instruídos. Serlio e Vignola destacam-se como os tratados mais amplamente divulgados no início, enquanto o de Juan Caramuel, Arquitectura civil recta y oblicua, publicado em 1678, influenciou o novo espírito barroco. A utilização da coluna salomónica nos retábulos dos edifícios paroquiais, bem como nos próprios retábulos, revela o auge do novo estilo. Contudo, a tendência decorativa não intreveio nas tipologias estabelecidas no final do século XVI: grandes naves com capelas e galerias laterais comunicantes, coro alto, abóbada de berço com lunetas e arcos de volta perfeita. Antecedentes claros no mundo italiano são Sant Andrea in Mantua, uma obra de Alberti datada de 1470, e a programação posterior do espaço da Contra-Reforma por Il Vignola para a Igreja de Gesù em Roma (1568).
Os acontecimentos sociopolíticos do início do século XVIII geraram mudanças fundamentais na produção artística e arquitetónica catalã. Durante a Guerra da Sucessão, os artesãos catalães receberam um novo impulso graças ao séquito de artistas da corte italiana e alemã do arquiduque Carlos. Mais tarde, o estabelecimento da dinastia Bourbon de Filipe V fortaleceu a influência francesa, enquanto uma certa uniformidade culminou com os ditames da Real Academia de San Fernando, fundada em Madrid em 1752. Por outro lado, os engenheiros militares Bourbon impuseram critérios e controlo sobre todo o planeamento urbano e arquitetónico do país.
Os edifícios religiosos catalães da última fase apresentam características que foram descritas como barrocas nativas: uma fachada com um grande portal, um nicho para a imagem do santo titular ou da Virgem e uma fachada semicircular ou de linhas mistas, muitas vezes com uma rosácea.
No que diz respeito à arquitetura civil, as principais inovações correspondem aos edifícios públicos e institucionais. Os serviços hospitalares são melhor exemplificados no Hospital de la Santa Creu de Barcelona, juntamente com a Casa de Convalescença (1629-78) e o Faculdade de Cirurgia (1762-64). Os três primeiros quartos do século XVIII, com exceção da Universidade de Cervera (1718-89), foram carentes de grandes projetos arquitetónicos, em parte devido à repressão bourbónica e à reconstrução que os estragos da Guerra da Sucessão causaram na Catalunha e, mais particularmente, em Barcelona. Só em 1775 se produziria uma verdadeira explosão de palácios e edifícios institucionais, dos quais se destaca a remodelação da Llotja (1774-1802), levada a cabo por Joan Soler Faneca e Tomàs Soler Ferrer.

### Na Galiza
A arquitetura barroca transformou Santiago de Compostela, o centro do barroco galego, começando pela catedral, à qual foram acrescentadas as torres e a fachada do Obradoiro. Esta transformação da arquitetura e da arte coincide com a da sociedade e da economia no Reino da Galiza, com a nobreza senhorial e a Igreja como classes protagonistas da mudança. Trata-se de um dos períodos de auge da história da arte galega, de tal modo que desde o românico não se tinha observado um desejo de renovação semelhante ao que se desenvolveria desde meados do século XVII até à segunda metade do seguinte. Tanto a nível urbano como rural, está a ocorrer um fenómeno de mudança estrutural que só pode ser comparado aos momentos culminantes de períodos históricos anteriores. Importa destacar o papel do Cabido Catedralino da Santiago neste esforço renovador, pela sua privilegiada situação económica e pelo desejo de preservar o templo de Santiago como um dos edifícios mais significativos da cristandade, defendendo a opção artística que daí irradiará pela mão de novos arquitectos.

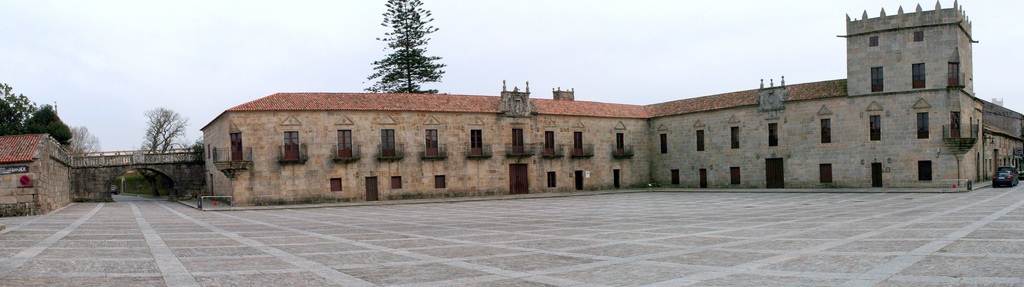
Pazo de Fefiñáns em Cambados, combina o barroco com outros estilos pós-renascentistas

A recuperação económica galega a partir dos primeiros anos do século XVIII levou ao surgimento de uma nova clientela, a pequena nobreza. O historiador Alfredo Vigo diz que o Barroco "foi uma apologia do Reino da Galiza, uma imagem do triunfo e do seu vínculo com Deus", afirma que a primeira etapa do Barroco galego foi muito vegetalista, ligada à metáfora do país como paraíso terrestre (contrastando com mapas medievais em que era apresentado como o reino do Juízo Final e do Finis Terrae); e na segunda metade dos séculos XVII e XVIII o estilo varia, simultaneamente com as exigências de representação nas Cortes, recuperadas em 1622 graças a Diego Sarmiento de Acuña, e a confirmação de Santiago como centro de peregrinação e mecenato, poucos anos depois de o cardeal italiano César Baronio ter negado que o apóstolo tivesse pregado na Hispânia.
A arquitetura civil é representada por numerosos palácios como o Pazo de Oca, o Fefiñáns (de ar clássico, combinando elementos barrocos com outros italianos pós-renascentistas), o de Castrelos, o de Ortigueira, ou a reconstrución do pazo de Dodro.